# Fatou Diome
Fatou Diome (Niodior, 1968) é uma escritora senegalesa.
Nascida numa ilha no Delta do Saloum, no sudoeste do Senegal, foi criada por sua avó. Contrariando as tradições locais, conseguiu ir à escola, inicialmente às escondidas, e aprender o idioma francês. Deixou Niodior aos 13 anos de idade, trabalhando para pagar seus estudos em cidades maiores. Foi para a universidade em Dacar, com os planos de se tornar professora.
Casada com um francês, mudou-se com ele para a França. Lá, enfrentou a rejeição da família do marido e acabou se separando ao fim de dois anos. Em 1994, retomou os estudos de letras, desta vez na Universidade de Estrasburgo. Escreveu uma tese sobre a obra de Sembène Ousmane. Lecionou na Universidade de Estrasburgo e no Instituto Superior de Pedagogia de Karlsruhe, na Alemanha.
Publicou em 2001 o seu primeiro livro, a coletânea de novelas La Préférence nationale.

## Obras
- La Préférence nationale, novelas, Présence Africaine, 2001
- Le Ventre de l'Atlantique, romance, Anne Carrière, 2003
- Les Loups de l’Atlantique, novelas, Nouvelles Voix d’Afrique, 2002
- Kétala, romance, Flammarion, 2006
- Inassouvies, nos vies, romance, Flammarion
- Le vieil homme sur la barque, Naïve, 2010
- Celles qui attendent, romance, Flammarion, 2010
- Mauve, Flammarion, 2010
- Impossible de grandir, romance, Flammarion, 2013